# Пфаррвайзах
Пфаррвайзах (нім. Pfarrweisach) — громада в Німеччині, розташована в землі Баварія. Підпорядковується адміністративному округу Нижня Франконія. Входить до складу району Гасберге. Складова частина об'єднання громад Еберн.
Площа — 28,43 км2. Населення становить 1493 ос. (станом на 31 грудня 2020).

## Географія

### Адміністративний поділ
Громада  складається з 9 районів:
- Дюррнгоф
- Гербельсдорф
- Юнкерсдорф-ан-дер-Вайзах
- Крайсдорф
- Ліхтенштайн
- Лор
- Пфаррвайзах
- Рабельсдорф
- Реммельсдорф